# Relaciones Israel-Siria
Las relaciones entre Israel y Siria se refiere a lazos bilaterales entre esos dos países de Oriente Medio. Aunque son limítrofes, nunca han tenido relaciones diplomáticas. Siria nunca reconoció el Estado de Israel y no acepta pasaportes israelíes para traspasar su frontera. 
A su vez, están técnicamente en guerra desde la fundación del Estado de Israel. Se han enfrentado directamente en la guerra árabe-israelí en 1948, en la Seis Días en 1967,  y en la del Yom Kippur en 1973. Más tarde, también se enfrentaron en la guerra civil libanesa y la Guerra de Líbano de 1982, así como la Guerra de Attrition. Durante largos periodos han sostenido armisticio y varias veces han tratado de alcanzar la paz, pero sin éxito. 
En los tiempos modernos, no sostienen prácticamente ningún lazo económico o cultural, y solo hay un movimiento limitado de personas a través de la frontera. Siria es uno de los principales promotores del boicot árabe de Israel. Como parte de un acuerdo aquello ha sido actual desde los años ochenta, Siria suministra 10 por ciento del agua para la ciudad de Majdal Shams, cerca la frontera siria.